# Alvdal Station
Alvdal Station (Alvdal stasjon) er en jernbanestation på Rørosbanen, der ligger i byområdet Alvdal i Alvdal kommune i Norge. Stationen består af nogle få spor, to perroner, en stationsbygning i rødmalet træ med ventesal, busstoppested og en parkeringsplads. Stationen kan benyttes ved besøg på kunstmuseet og fantasiverdenen Aukrustsenteret.
Stationen åbnede 17. oktober 1877 sammen med den sidste del af banen mellem Koppang og Røros. Oprindeligt hed den Lilleelvedal, men den skiftede navn til Alvdal 1. juni 1919. Den blev fjernstyret 26. november 1991 og gjort ubemandet 1. januar 1997.
Stationsbygningen blev opført til åbningen i 1877 efter tegninger af Peter Andreas Blix.